# 17119 Alexisrodrz
17119 Alexisrodrz è un asteroide della fascia principale. Scoperto nel 1999, presenta un'orbita caratterizzata da un semiasse maggiore pari a 2,6369727 UA e da un'eccentricità di 0,0603163, inclinata di 6,33248° rispetto all'eclittica.